# Halil Bey
Halil Bey (turco ottomano: شاھزادہ خلیل; Impero ottomano, 1347 – 1362) è stato un principe ottomano, ultimo figlio di Orhan I. Sua madre era la principessa bizantina Teodora Cantacuzena. È noto per le vicende relative al suo rapimento.

## Biografia
Halil Bey nacque nel 1347 dal sovrano ottomano Orhan I e dalla principessa bizantina Teodora Cantacuzena, figlia di Giovanni VI. Unico figlio di sua madre e ultimo di suo padre, la sua nascita fu un evento unico, in quanto nato dal primo matrimonio legittimo fra un sovrano islamico e una principessa cristiana. 
Halil fu rapito nel 1357 a İzmit (l'antica Nicomedia) dai pirati genovesi. Non è noto se i pirati lo rapirono consci della sua identità, ma che lo sapessero o lo scoprirono in seguito, lo rinchiusero nella fortezza di Focea, comandata da Leone Caloteto. Orhan, non volendo pagare il riscatto, fece appello all'imperatore bizantino Andronico IV Paleologo perché lo aiutasse a liberare il bambino, offrendosi in cambio di cancellare il debito di Bisanzio verso di lui e di sostenere i Paleologi contro la dinastia rivale dei Cantacuzeni, a cui pure apparteneva la madre di Halil, fra l'altro offrendo suo figlio come sposo per una principessa Paleologo scelta dall'imperatore. 
Andronico inizialmente cercò di negoziare con Leone, ma al suo rifiuto assediò Focea con tre navi da guerra e il supporto di Ilyas Bey di Saruhan. Tuttavia, İlyas si rivelò come un doppiogiochista che progettava di catturare vendere lo stesso Andronico ai genovesi durante una battuta di caccia e fu di conseguenza arrestato. A quel punto, indignato, Andronico abbandonò l'assedio. Fallito il tentativo militare, Orhan cedette e nel 1359, a Scutari, pagò i 30 000 ducati d'oro richiesti per riavere il figlio. 
Una volta riavuto il figlio, Orhan dovette comunque onorare l'accordo coi Paleologo e lo sposò alla sua cugina Irene, di dieci anni, figlia di Giovanni V Paleologo e di Elena Cantacuzena, sorella di Teodora. Ebbero due figli. 
Con questo matrimonio, i Paleologo speravano di avere la possibilità di sostenere Halil come erede al trono ottomano, ma alla morte di Orhan nel 1362 a salire al trono fu Murad I, figlio di Orhan e della concubina Nilüfer Hatun, che ordinò immediatamente di giustiziare, strangolandoli, i due fratellastri ancora in vita, ovvero Halil e Ibrahim, nato dalla nobildonna greca Asporça Hatun, e i loro figli.

## Discendenza
Da sua moglie Irene Paleologa, sposata nel 1359, ebbe due figli: 
- Gündüz Bey (1561 - 1562), giustiziato da Murad I;
- Ömer Bey (1562 - 1562), giustiziato da Murad I.

## Ascendenza
|                         |                     |                                      | Genitori                                    |  |  | Nonni |  |  | Bisnonni |  |  | Trisnonni  |  |
|                         |                     |                                      |                                             |  |  |       |  |  | Ertuğrul |  |  | Gündüz Alp |  |
|                         |                     |                                      |                                             |  |  |       |  |  | Ertuğrul |  |  | Gündüz Alp |  |
|                         |                     | Hayme Hatun                          |                                             |  |  |       |  |  | Ertuğrul |  |  |            |  |
| Osman I                 |                     |                                      |                                             |  |  |       |  |  | Ertuğrul |  |  |            |  |
|                         |                     | Halime Hatun                         | …                                           |  |  |       |  |  |          |  |  |            |  |
|                         |                     | Halime Hatun                         | …                                           |  |  |       |  |  |          |  |  |            |  |
|                         |                     | Halime Hatun                         | …                                           |  |  |       |  |  |          |  |  |            |  |
| Orhan I                 |                     | Halime Hatun                         |                                             |  |  |       |  |  |          |  |  |            |  |
|                         |                     | Ömer Abdülaziz Bey                   | …                                           |  |  |       |  |  |          |  |  |            |  |
|                         |                     | Ömer Abdülaziz Bey                   | …                                           |  |  |       |  |  |          |  |  |            |  |
|                         |                     | Ömer Abdülaziz Bey                   | …                                           |  |  |       |  |  |          |  |  |            |  |
| Malhun Hatun            |                     | Ömer Abdülaziz Bey                   |                                             |  |  |       |  |  |          |  |  |            |  |
|                         |                     | …                                    | …                                           |  |  |       |  |  |          |  |  |            |  |
|                         |                     | …                                    | …                                           |  |  |       |  |  |          |  |  |            |  |
|                         |                     | …                                    | …                                           |  |  |       |  |  |          |  |  |            |  |
| Halil Bey               |                     | …                                    |                                             |  |  |       |  |  |          |  |  |            |  |
|                         | Michele Cantacuzeno | …                                    |                                             |  |  |       |  |  |          |  |  |            |  |
|                         | Michele Cantacuzeno | …                                    |                                             |  |  |       |  |  |          |  |  |            |  |
|                         | Michele Cantacuzeno | …                                    |                                             |  |  |       |  |  |          |  |  |            |  |
| Giovanni VI Cantacuzeno | Michele Cantacuzeno |                                      |                                             |  |  |       |  |  |          |  |  |            |  |
|                         |                     | Teodora Paleologa Cantacuzena Angela | …                                           |  |  |       |  |  |          |  |  |            |  |
|                         |                     | Teodora Paleologa Cantacuzena Angela | …                                           |  |  |       |  |  |          |  |  |            |  |
|                         |                     | Teodora Paleologa Cantacuzena Angela | …                                           |  |  |       |  |  |          |  |  |            |  |
| Teodora Cantacuzena     |                     | Teodora Paleologa Cantacuzena Angela |                                             |  |  |       |  |  |          |  |  |            |  |
|                         |                     | Andronico Asen                       | Ivan Asen III di Bulgaria                   |  |  |       |  |  |          |  |  |            |  |
|                         |                     | Andronico Asen                       | Ivan Asen III di Bulgaria                   |  |  |       |  |  |          |  |  |            |  |
|                         |                     | Andronico Asen                       | Irene Paleologa                             |  |  |       |  |  |          |  |  |            |  |
| Irene Asanina           |                     | Andronico Asen                       |                                             |  |  |       |  |  |          |  |  |            |  |
|                         |                     | N. Tarchanaiotissa                   | Michele Ducas Glabas Tarchaneiotes          |  |  |       |  |  |          |  |  |            |  |
|                         |                     | N. Tarchanaiotissa                   | Michele Ducas Glabas Tarchaneiotes          |  |  |       |  |  |          |  |  |            |  |
|                         |                     | N. Tarchanaiotissa                   | Maria Ducaina Comnena Palaiologina Branaina |  |  |       |  |  |          |  |  |            |  |
|                         |                     | N. Tarchanaiotissa                   |                                             |  |  |       |  |  |          |  |  |            |  |